# هنري هورشم غودوين أوستن
هنري هورشم غودوين أوستن (بالإنجليزية: Henry Haversham Godwin-Austen)‏ (و. 1834 – 1923 م) هو عالم طيور، وعالم رخويات من المملكة المتحدة . وكان عضواً في الجمعية الملكية، والجمعية الجغرافية الملكية .
توفي عن عمر يناهز 89 عاماً.

## التعليم
تعلم في الكلية العسكرية الملكية بساندهيرست ‏

## جوائز
حصل على جوائز منها:
- ميدالية المؤسس  [لغات أخرى]‏ (1910)
- زمالة الجمعية الملكية.